# Амур (міфологія)
Аму́р, або Купідо́н (лат. Amor, Cupido) — у римській міфології — божество кохання, що відповідає грецькому Еросу.

## Етимологія
Латинське ім'я Cupido буквальне означає «пристрасне бажання», «кохання», «захоплення». Походить від cupere — «бажати». Утворене від праіндоєвропейського *kup-(e)i- — «тремтіти», «бажати». Звідти ж походить санскритське kupyati — «кипіти», «збуджуватися», від кореня *kų̄p — «горіти, кипіти».
Слов'янський персонаж Купало ймовірно отримав своє ім'я від того ж праіндоєвропейського кореня чи споріднених індоєвропейських слів.

## Амур у міфах
Традиційно вважався сином Венери без зазначення батька. За творами Сенеки, батьком був Вулкан. Цицерон вважав, що існує три Купідона: від Меркурія і Діани, від Меркурія і Венери, та Марса з Венерою.
Завдяки Апулею грецький міф про Ероса і Психею став відомий в Римі як міф про Амура і Психею. Царівна Психея перевершувала своєю красою саму богиню любові Венеру. Розгнівана цим богиня послала свого сина Амура розпалити в ній кохання до найгіршої людини, щоб Психея не знала щастя. Проте побачивши красу Психеї, Амур сам закохався в неї та відганяв усіх залицяльників, задумавши самому одружитися з царівною. За пророцтвом оракула, Психея мала одружитися з невідомим на горі, куди й вирушила. На горі вона була підхоплена вітром та виявила прекрасний палац, де Амур у темряві відвідував кохану кілька ночей, заборонивши дізнаватися хто він. Засумувавши за сестрами, Психея схотіла побачитися з ними. Бог кохання дозволив це, якщо тільки Психея не розповідатиме про своє нинішнє життя. Однак Психея не послухалася і привела сестер у покої. Ті, заздрячи її щастю, підступно порадили вночі засвітити каганець і озброїтися, щоб убити невідомця, який може бути потворою. Побачивши прекрасного Амура, Психея замилувалася ним, крапля розпеченої олії впала на плече бога і той, ображений легковажністю дружини, покинув Психею.
У пошуках коханого Психея вирушила до Венери. Богиня, зрозумівши кого вона шукає, дала непосильне завдання за зустріч з сином: відокремити різні зерна одні від одних і набрати в кришталевий глечик гірської води. Всі ці завдання Психеї допомогли виконати комахи та птахи. Венера натомість наказала дістати скриньку з царства Аїда і принести до неї. Богиня Прозерпіна зглянулася і дала Психеї скриньку, застерігши не заглядати в неї.
На зворотному шляху Психея не витримала, відкрила скриньку, звідки вилетів сон і приспав її навічно. Амур, не терплячи життя без обраниці, вирушив на її пошуки і знайшов сплячою та пробудив. Він звернувся до Юпітера, котрий розсудив аби Венера не перешкоджала коханню. Він дав Психеї напій безсмертя, і вона лишилася з Амуром назавжди.

## Походження та народження

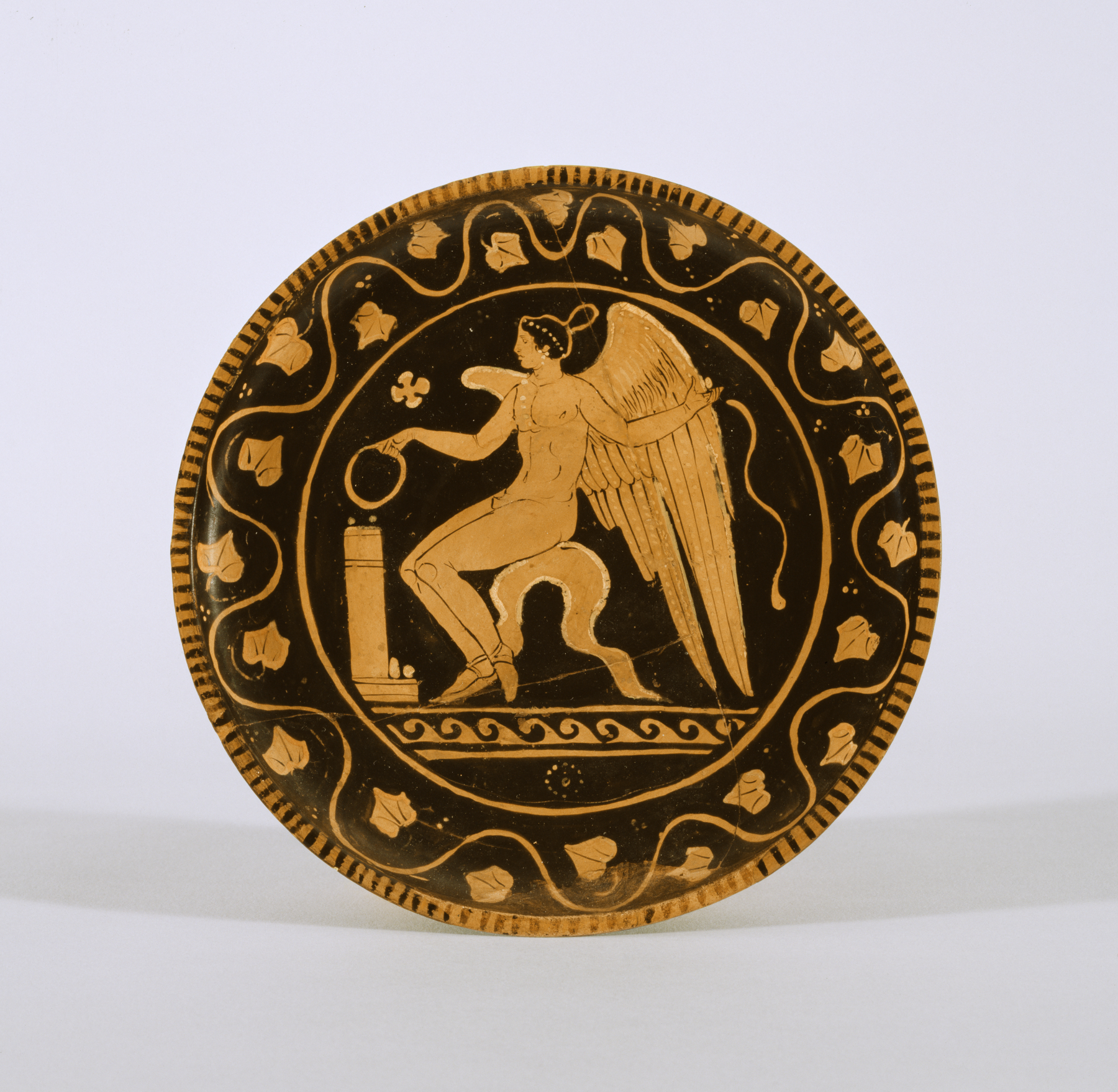
Чорнофігурна тарілка з зображенням Ероса, 340—320 рр. до н. е.

Римляни в своїй літературі та образотворчому мистецтві переосмислювали міфи та поняття, що стосуються грецького Ероса для Амура/Купідона. А середньовічні та ренесансові міфографи пов'язували їх вільно, робивши Ероса, Амура й Купідона взаємозамінними. У грецькій традиції Ерос мав подвійний, суперечливий родовід. Він був серед первозданних богів, які виникли безстатево; наступні божества зароджувались через чоловічі та жіночі пари. У Теогонії Гесіода Ерос був однією з перших сил на світі та організував сполучення Урана (Неба) з Геєю (Землею), що породили перше покоління богів.
У той же час Ерос, який зображений хлопчиком або струнким юнаком, розглядався як дитина божественної пари, особи якої змінювалася за джерелами. Впливовий ренесансний міфограф Натале Конті розпочав свою главу про Купідона/Ероса, заявивши, що самі греки були невпевнені в його батьках: Уран і Гея, Арес і Афродіта, Нікс і Ефір, або Ерида і Зефір. Грецький письменник-мандрівник Павсаній, зазначає та суперечить сам собі, кажучи в один момент, що Ерос вітав Афродіту, коли вона з'явилася на світ, а в інший, що Ерос був сином Афродіти і наймолодшим з богів.
У латинській літературі Амура зазвичай трактували як сина Венери без посилання на батька. Луцій Анней Сенека каже, що Вулкан, як чоловік Венери, є батьком Купідона. Однак Цицерон каже, що було три Амури, а також три Венери: перший Амур був сином Меркурія і Діани, другий Меркурія і другої Венери, а третій Марса і третьої Венери. Цей останній Амур був еквівалентом Антероса, одного з богів, які втілювали аспекти любові. Кілька Амурів, що граються, в мистецтві є декоративним проявом цих розповсюджуваних кохань і бажань. Під час англійського Відродження Крістофер Марлоу писав про «десять тисяч Амурів»; а в «Гіменеї» Бена Джонсона «тисяча різнобарвних кохань… стрибають по шлюбній кімнаті».

## Образ і функції

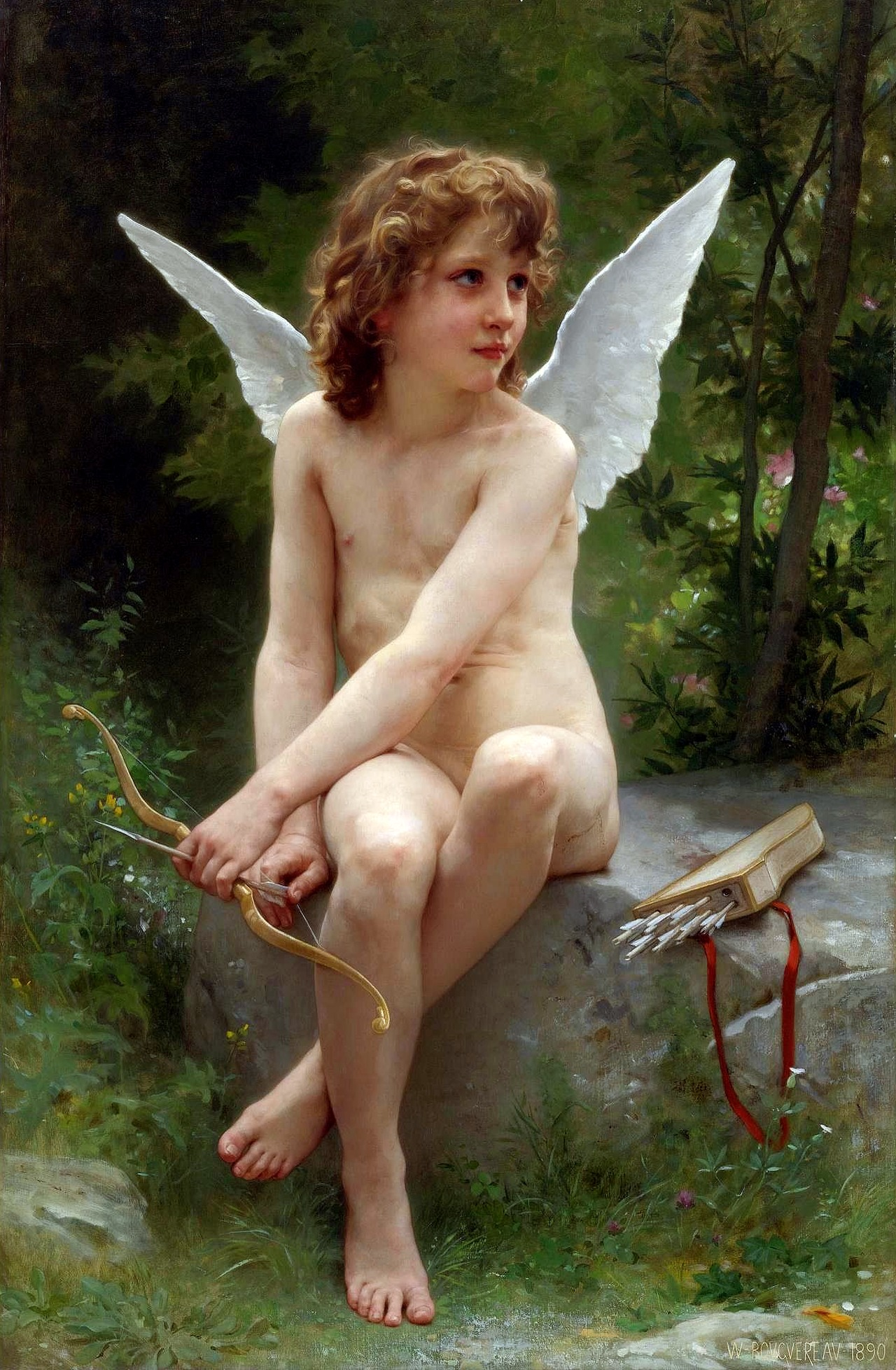
Амур з луком. Картина Адольфа Вільяма Бугро, 1890.

Ранні зображення показують Ероса/Амура атлетичним, тоді як пізніші надають йому вигляду хлопчика, часто наділеного крильми. Овідій пояснював, що Амур крилатий, бо почуття закоханих скороминущі та непостійні, а описаний як хлопчик, а не чоловік, бо кохання нерозумне та ірраціональне.
У християнській культурі крилатність Амура дозволила вважати його янголом, але здатність до польоту також могла пояснюватися як ознака непостійності, ненадійності Амура. Леон Абраванель розрізняв ідеї Амура та Купідона: Амур втілює шляхетну божественну любов, а Купідон — любов хтиву та розпусну.
Класичні атрибути Амура, що виникли в грецькому мистецтві як атрибути Ероса, це лук, стріли та смолоскип.
Трояндовий вінок, який тримає Амур, може символізувати його владу над природою чи розпусту. Протилежність Амуру складають Антерос або Діана — також озброєна стрілами, але шанована як богиня цноти.
Амур, згідно з Овідієм, носить два види стріл або дротиків, одна з гострим золотим вістрям, інша з тупим свинцевим. Людина, вражена золотою стрілою, сповнена неконтрольованого бажання до іншої, але та, яку вразив свинець, відчуває до іншої відразу і бажає лише тікати. Використання цих стріл описане римським поетом Овідієм у першій книзі його Метаморфоз. Коли Аполлон знущається з Амура як з найменшого лучника, Амур стріляє в нього золотою стрілою, та вражає об'єкт його бажання, німфу Дафну. У пастці від небажаного поступу Аполлона, Дафна молиться до свого батька, річкового бога Пенея, який перетворює її на лавр, дерево, священне для Аполлона. Це перші з кількох невдалих або трагічних любовних стосунків для Аполлона.

### Демон блуду
Хоча грецький Ерос вважається богом, його функції більше відповідають демону в первісному сенсі цього слова як посередника між богами та людьми.
Щоб адаптувати міфи до християнського вжитку, середньовічні міфографи інтерпретували їх морально. За цією думкою Амура можна розглядати як «демона блуду». Теодольф Орлеанський, який писав під час правління Карла Великого, переосмислював Амура як злісну фігуру спокусника, чий лук символізує хитрість, сагайдак — підступний розум, а смолоскип — пристрасть.

## У мистецтві
Повторюваний мотив в античній поезії описував ужалення Ероса бджолами. Таку оповідь вперше зафіксовано в «Анакреонтеї», яку приписують автору VI століття до нашої ери Анакреонту. В ній деться про те, що Ерос одного разу прийшов до своєї матері Афродіти, плачучи через те, що його вжалила бджола, і порівняв цю маленьку істоту зі змією з крилами. Потім Афродіта запитує його, чи він задумувався, що його власні стріли також завдають болю. Теокріт у IV столітті до нашої ери доповнив, що маленького Ероса вжалили бджоли, коли він намагався вкрасти мед з їхнього вулика. Він біжить до своєї матері, плачучи, що такі маленькі істоти завдають такого великого болю. Афродіта посміхається і порівнює його з бджолами, оскільки він теж маленький і завдає болю набагато більшого, ніж можна очікувати.
Цицерон і Пліній описували статую оголеного Купідона, виконану давньогрецьким скульптором Праксітелем.
У ренесансному мистецтві Амур набуває різноманітного символізму, крім кохання. Заснулий Амур символізує відсутність кохання в творі Мікіланджело (твір втрачено), Ребрандт зобразив його в плачу й розгубленого, в Альчато та Тиціана Амур бореться з Антеросом. Популярним сюжетом стало покарання чи роззброєння Амура Венерою. Також зображався поряд з Венерою та Афродітою. В останньому випадку це підкреслювало чарівну силу поясу Афродіти. Амур з переверненим смолоскипом міг символізувати смерть.
Скульптура Купідона, виконана Мікіланджело, має сагайдак, але не має крил. Вперше згадується в 1556 році в будинку Якопо Галлі в Римі, де її було ідентифіковано як скульптуру Аполлона. Однак відомо, що Галлі володів скульптурою Амура юного Мікеланджело і надалі вона вважається саме зображенням Купідона.
У поезії Джамбаттіста Маріно (пом. 1625 р.) образ Амура або сплячого Амура втілює бездушність кохання. Мадригал його літературного конкурента Гаспаре Муртола був створений під враженням від картини Караваджо, який зобразив Купідона заснулим як символ відмови від мирських задоволень.
Разом з тим Амур часто не відіграє активної ролі в зображеннях, але включений до них, щоб вказати на важливість любові в сюжеті твору.

## Галерея

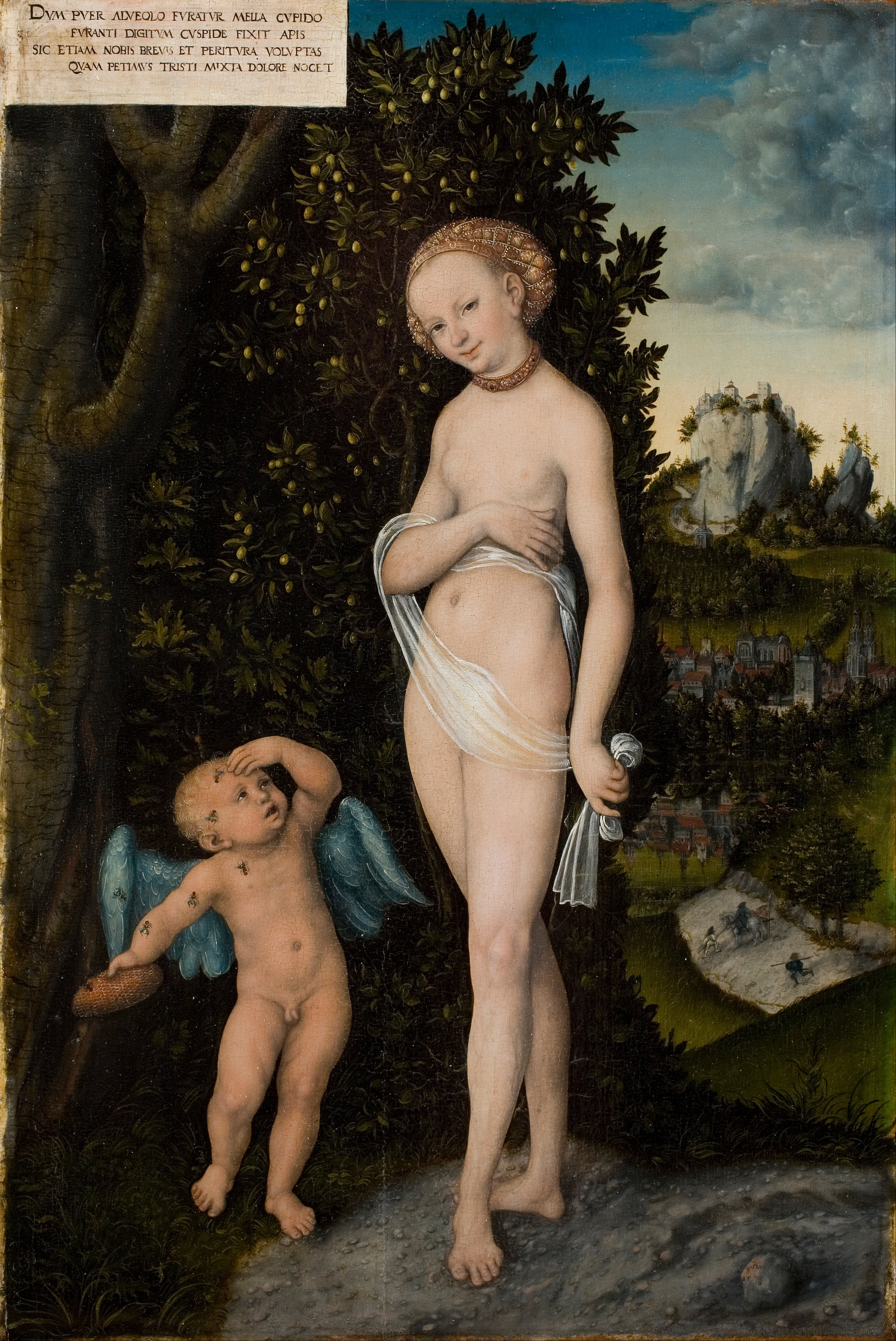
Венера з Амуром, що краде мед – Лукас Кранах Старший
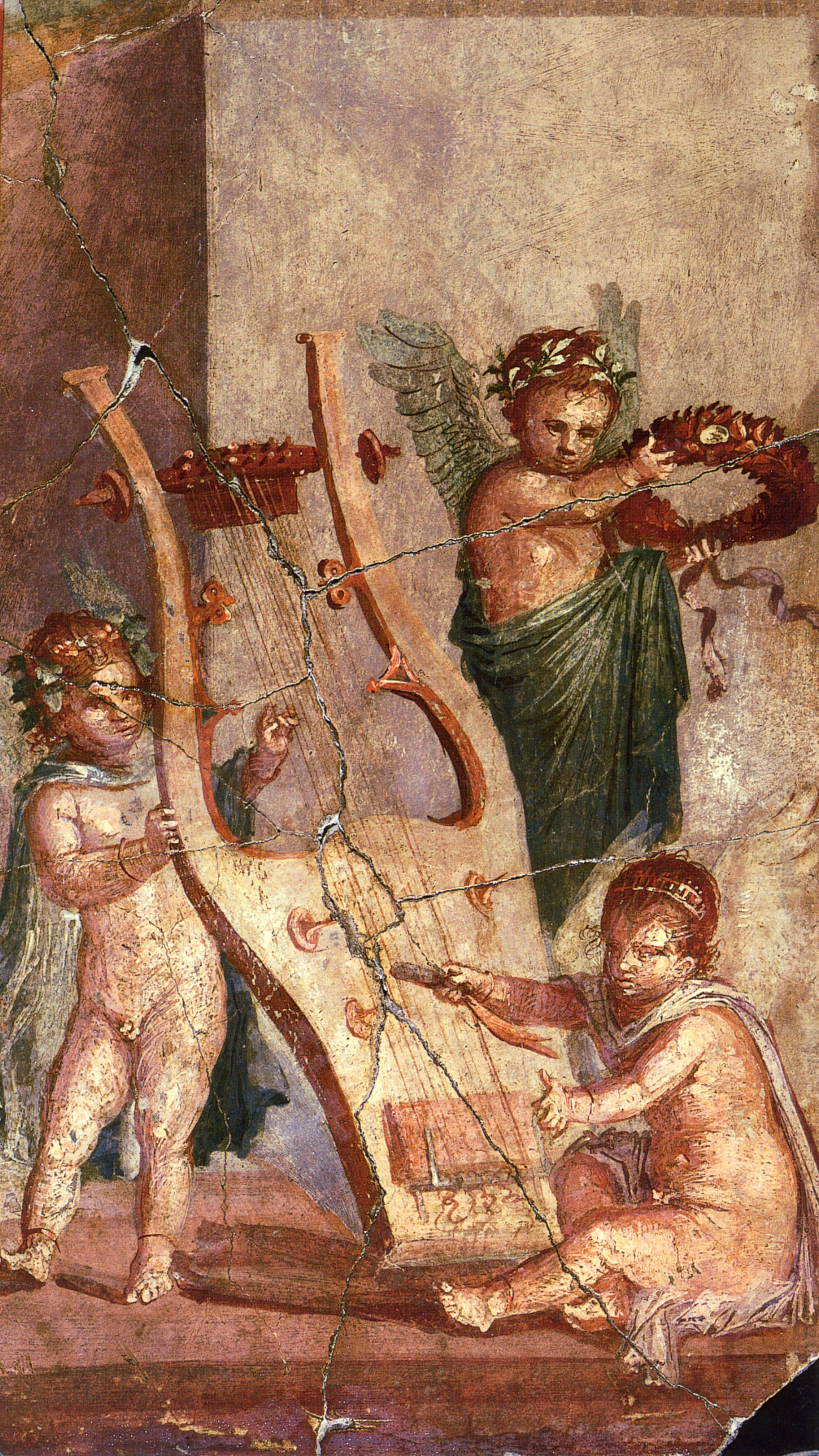
Амури, що грають з лірою, римська фреска з Геркуланума
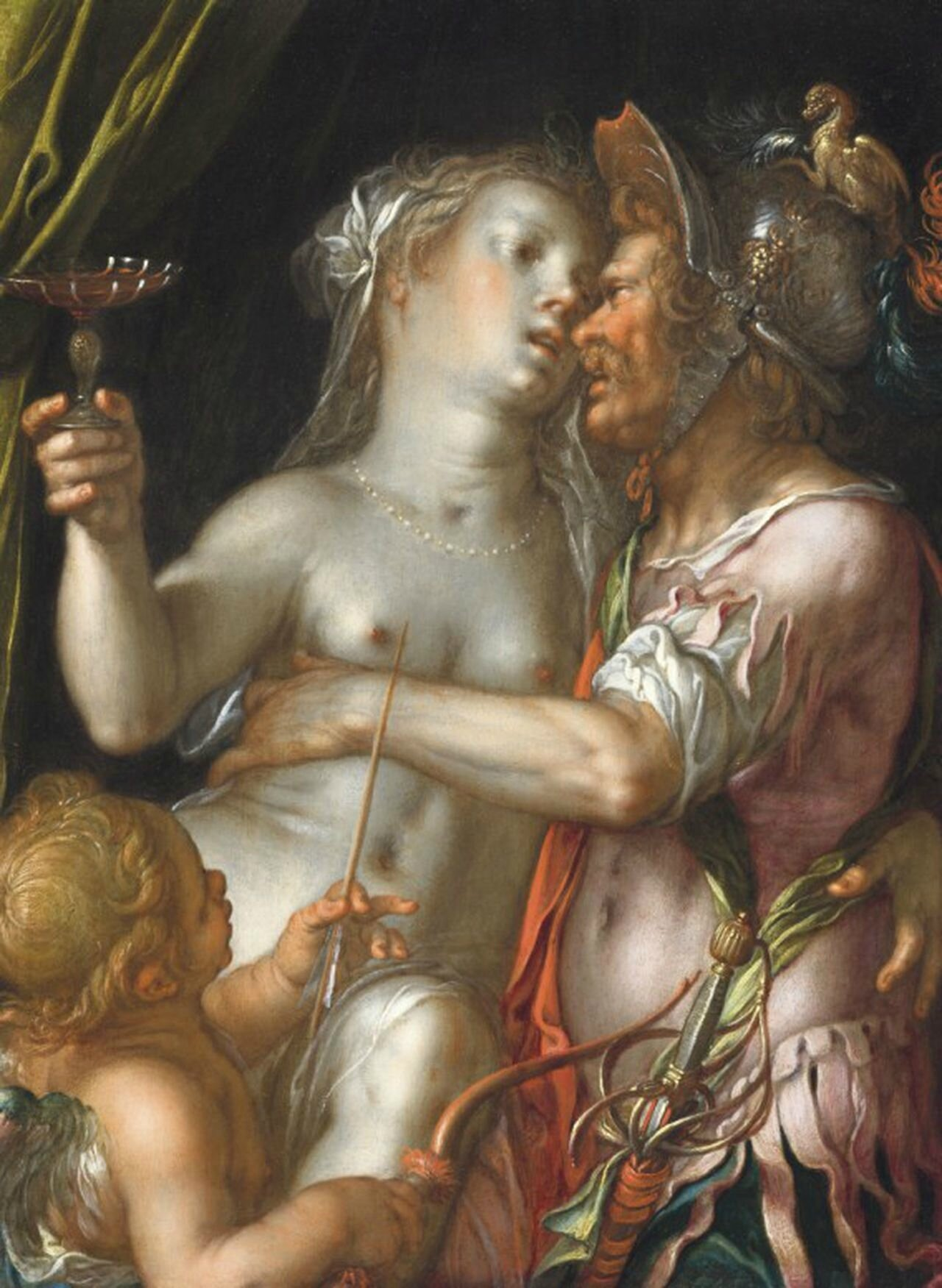
Венера, Марс і Купідон Йоахіма Втеваля, близько 1610 року
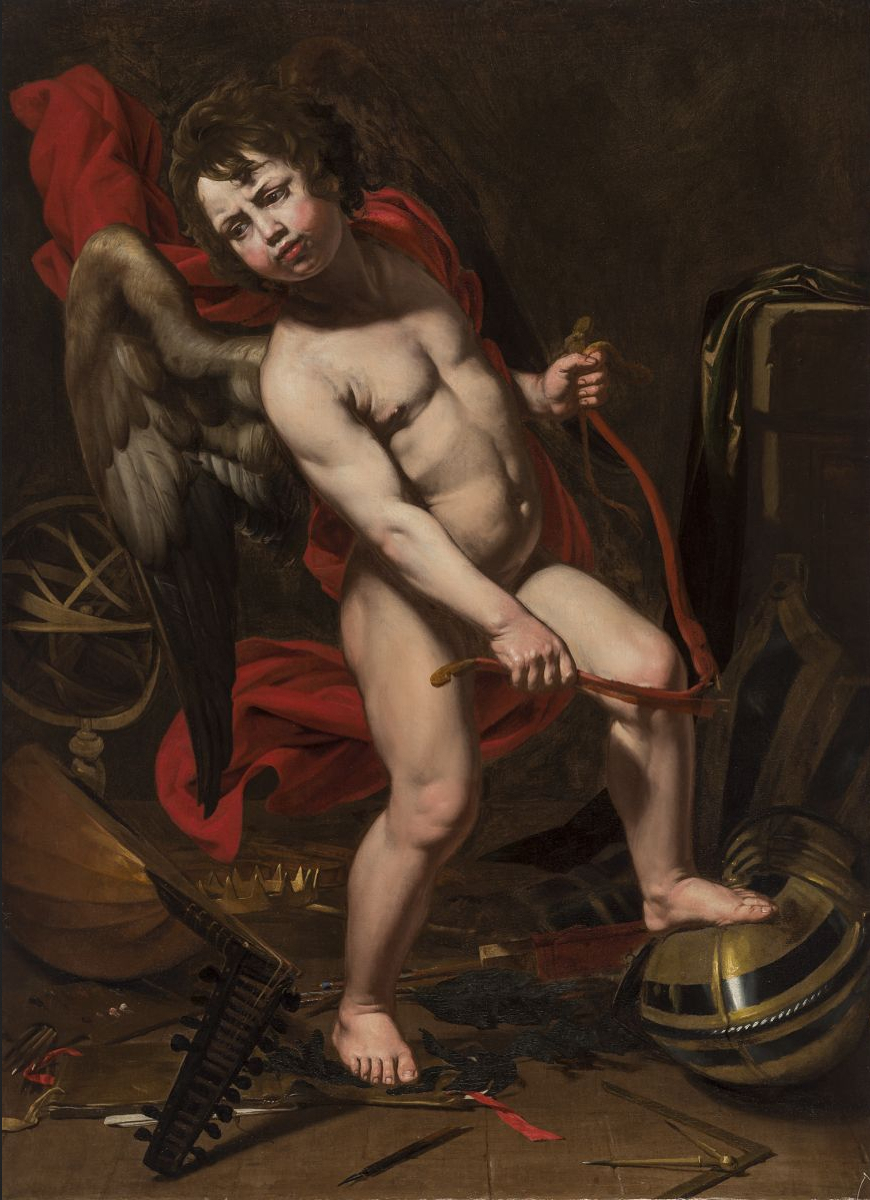
Амур, що ламає свій лук (бл. 1635 р.) – Жан Дюкамп
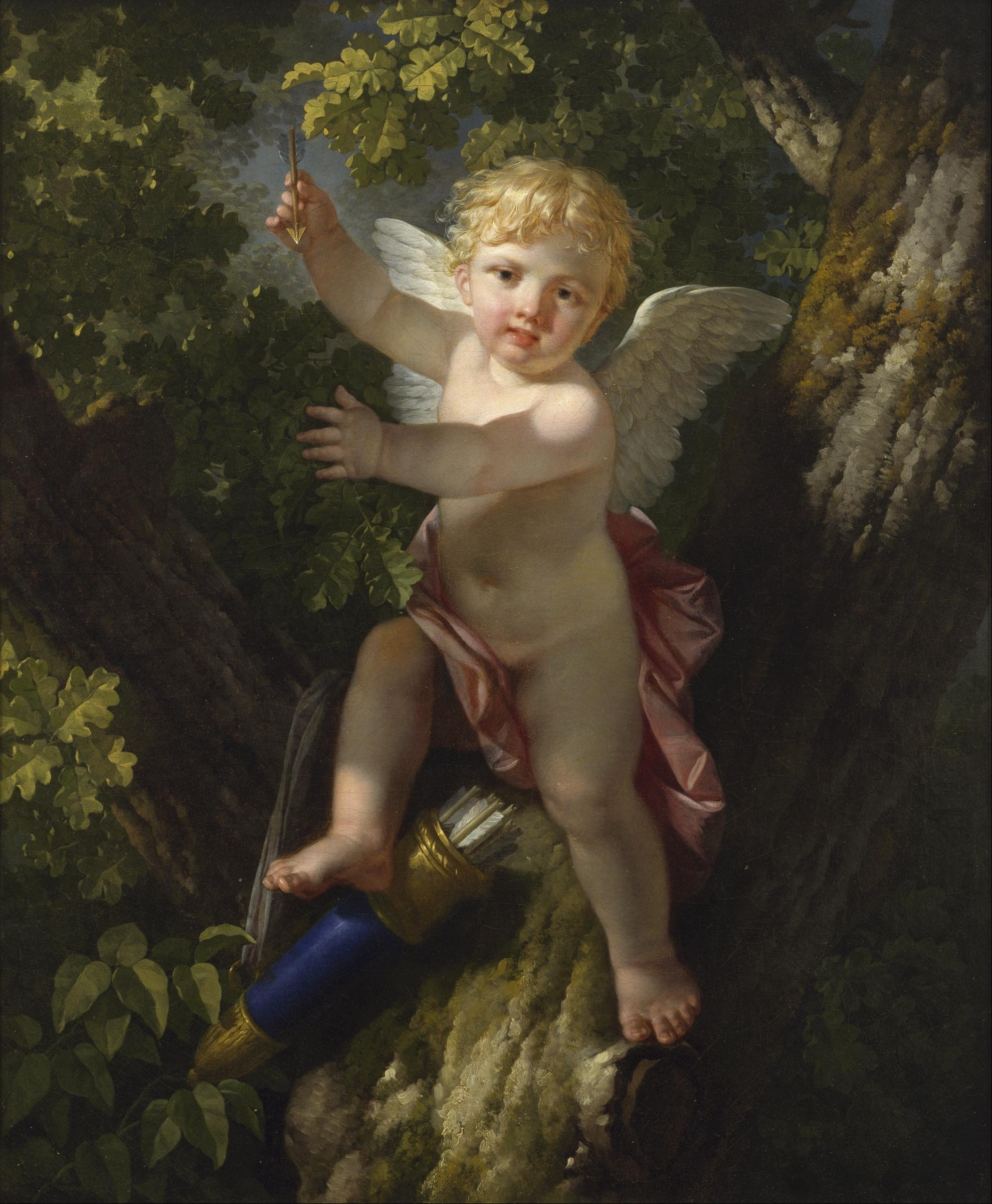
Купідон на дереві (1795/1805) Жан-Жак-Франсуа Ле Барб'є
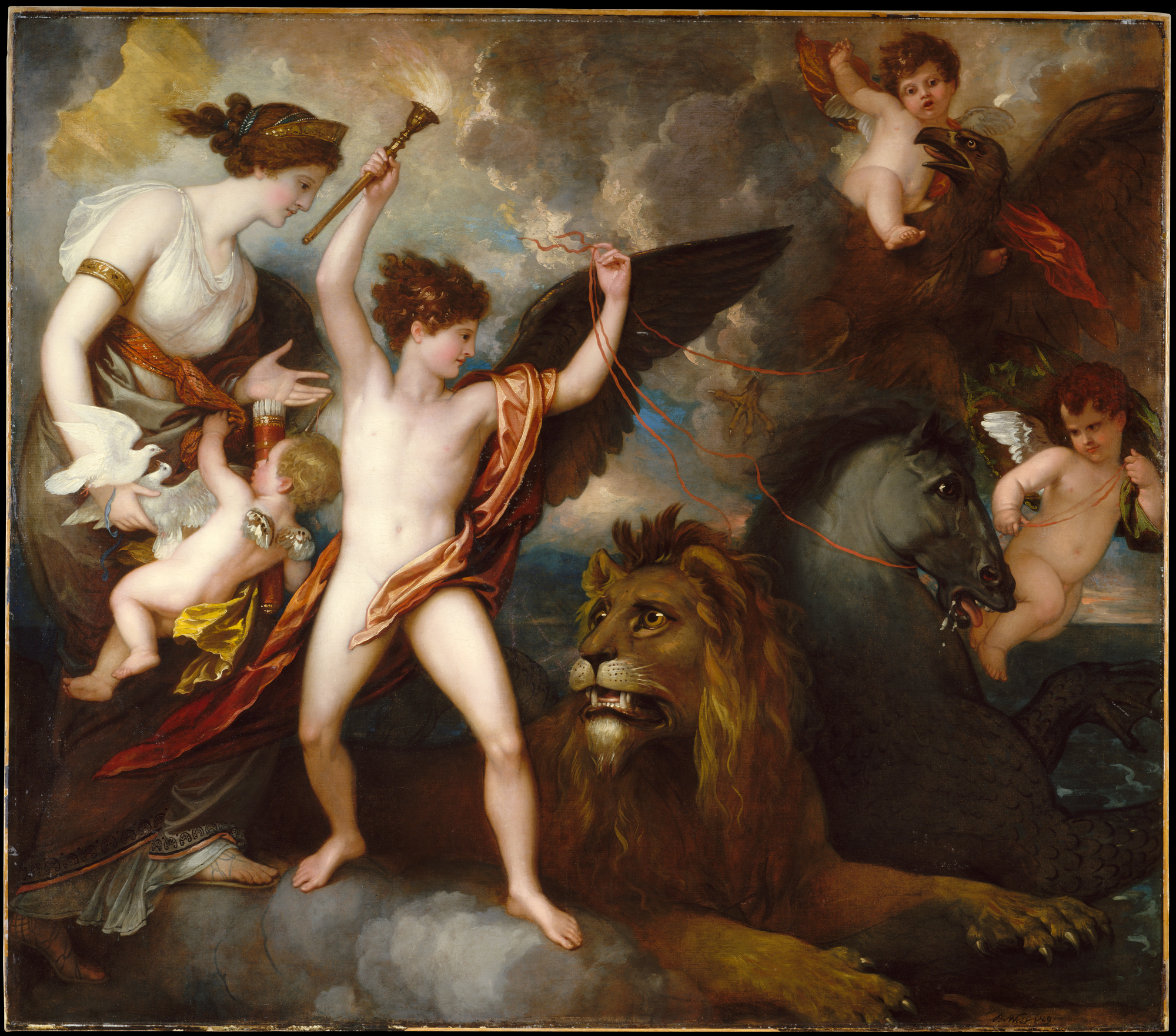
Всепереможний Амур (1809) Бенджаміна Веста
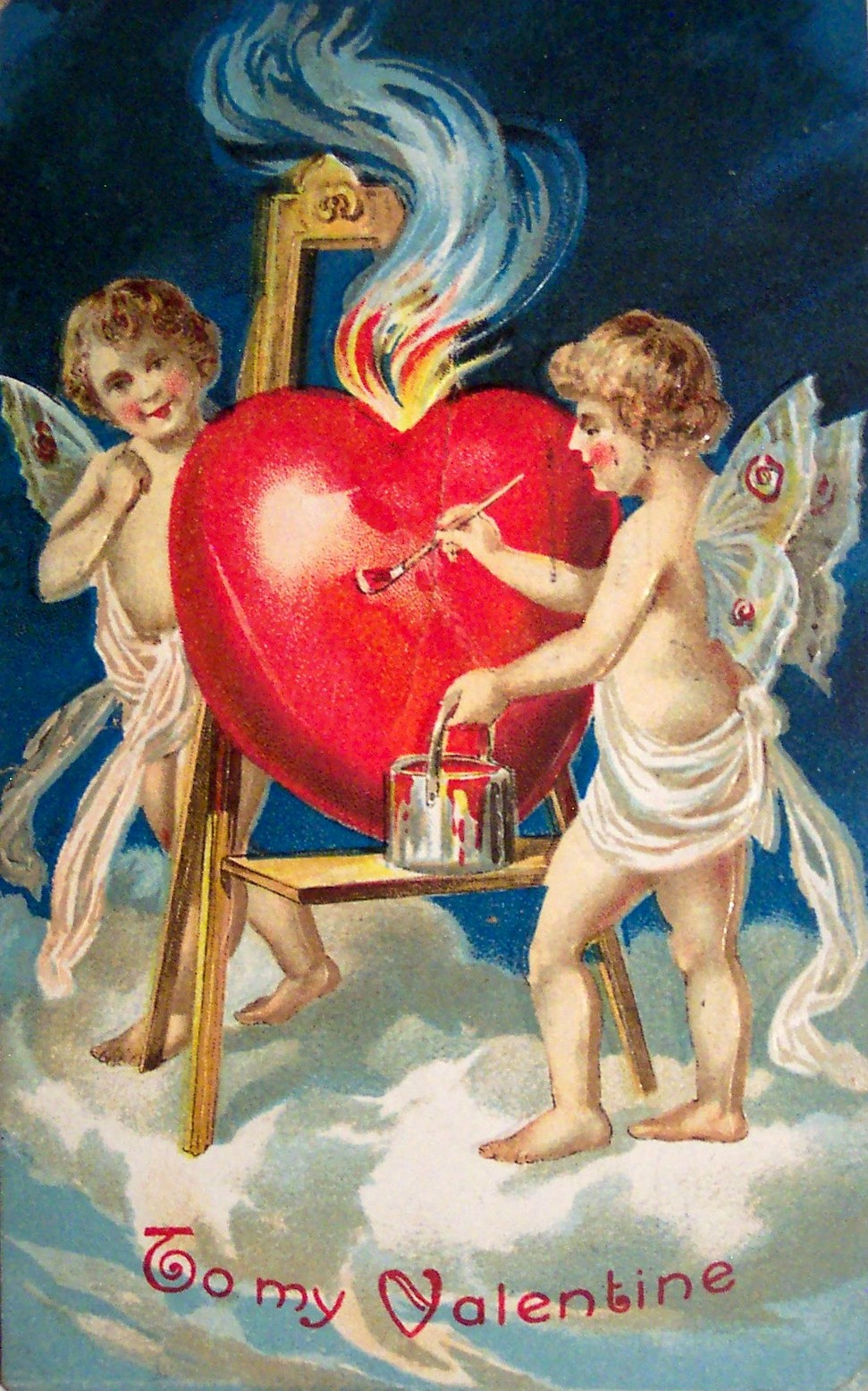
Листівка до Дня святого Валентина (1909)